# Satelliti naturali di Plutone
Il pianeta nano Plutone possiede cinque satelliti naturali conosciuti: Caronte, scoperto il 22 giugno 1978, con cui Plutone forma una sorta di sistema binario, e quattro satelliti minori: Notte e Idra, scoperti nel maggio 2005, Cerbero scoperto nel luglio 2011 e Stige, scoperto nel luglio 2012. I dati attualmente disponibili permettono di escludere la presenza di altri satelliti dal diametro superiore ai 20 km all'interno del sistema di Plutone.
I nomi dei corpi celesti che compongono il sistema di Plutone sono ispirati da divinità o figure mitologiche dell'Oltretomba.

## Scoperte

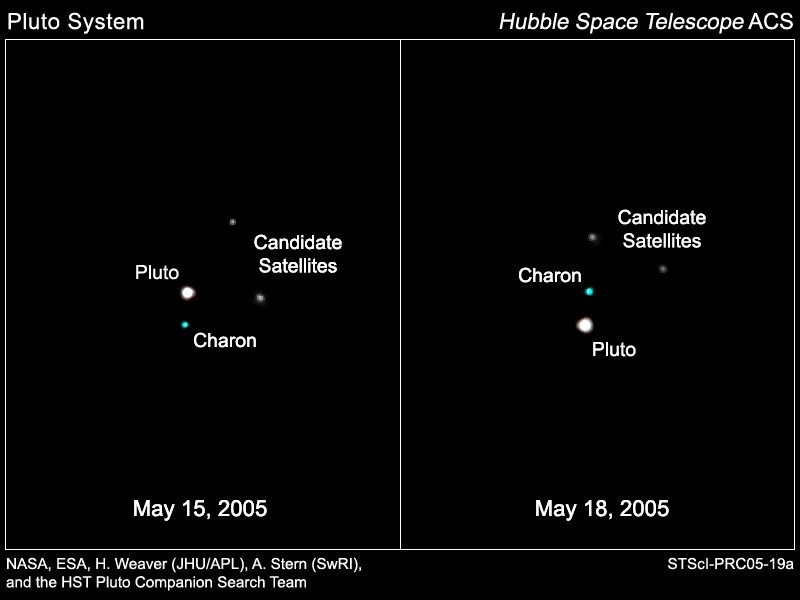
Le immagini della scoperta di Notte e Idra nel 2005.

Il satellite più interno e di maggiori dimensioni, Caronte, fu scoperto da James Christy il 22 giugno 1978, quasi mezzo secolo dopo la scoperta di Plutone.
Due ulteriori satelliti vennero scoperti il 15 maggio 2005 dagli astronomi del Pluto Companion Search Team, il gruppo che stava pianificando la missione della New Horizons e che stavano osservando il pianeta nano con il telescopio spaziale Hubble. Dopo la denominazione provvisoria di S/2005 P 1 e S/2005 P 2, l'Unione Astronomica Internazionale nominò ufficialmente le due nuove lune Notte e Idra il 21 giugno 2006. Cerbero, annunciato il 20 luglio 2011, è stato scoperto durante la ricerca di anelli attorno a Plutone, mentre Stige venne scoperto il 7 luglio 2012 da Mark R. Showalter, mentre monitorava la zona circostante Plutone per rilevare potenziali pericoli per la New Horizons.

## Struttura del sistema
Le orbite delle lune sono praticamente circolari e complanari, con inclinazioni inferiori a 0,4 ° ed eccentricità inferiori a 0,005. La scoperta di Notte e Idra suggerì che Plutone potrebbe avere un sistema di anelli, tuttavia studi su occultazioni condotti con il Telescopio Spaziale Hubble, e successivamente dalla New Horizons, hanno escluso la presenza di anelli attorno al sistema di Plutone.

### Caronte

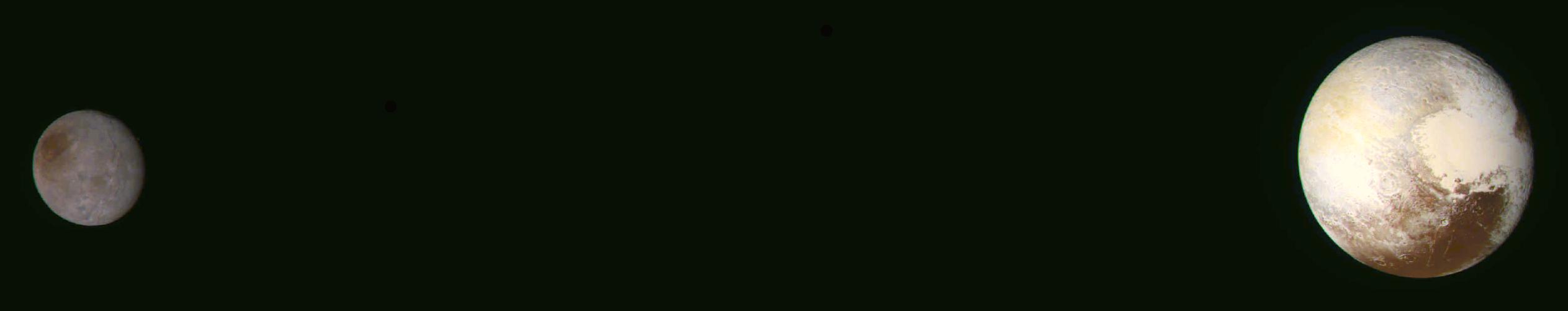
Plutone e Caronte, in scala. Foto ripresa da New Horizons durante l'avvicinamento.

Le dimensioni di Caronte sono proporzionalmente più grandi rispetto a quelle di qualsiasi altro satellite conosciuto, in relazione a quelle del rispettivo corpo madre: la sua massa è circa un ottavo di quella di Plutone, il diametro è quasi pari alla metà. Di conseguenza Plutone stesso orbita attorno al baricentro del proprio sistema di satelliti, situato al di fuori della propria superficie a circa 960 km di distanza da essa. La coppia Caronte-Plutone è inoltre interessata da un fenomeno di rotazione sincrona: gli emisferi che i due corpi si rivolgono sono sempre i medesimi. Venne proposto nell'agosto del 2006, all'assemblea generale della UAI, di considerare Plutone e Caronte un pianeta doppio, ma la proposta non fu accolta.

### Satelliti minori

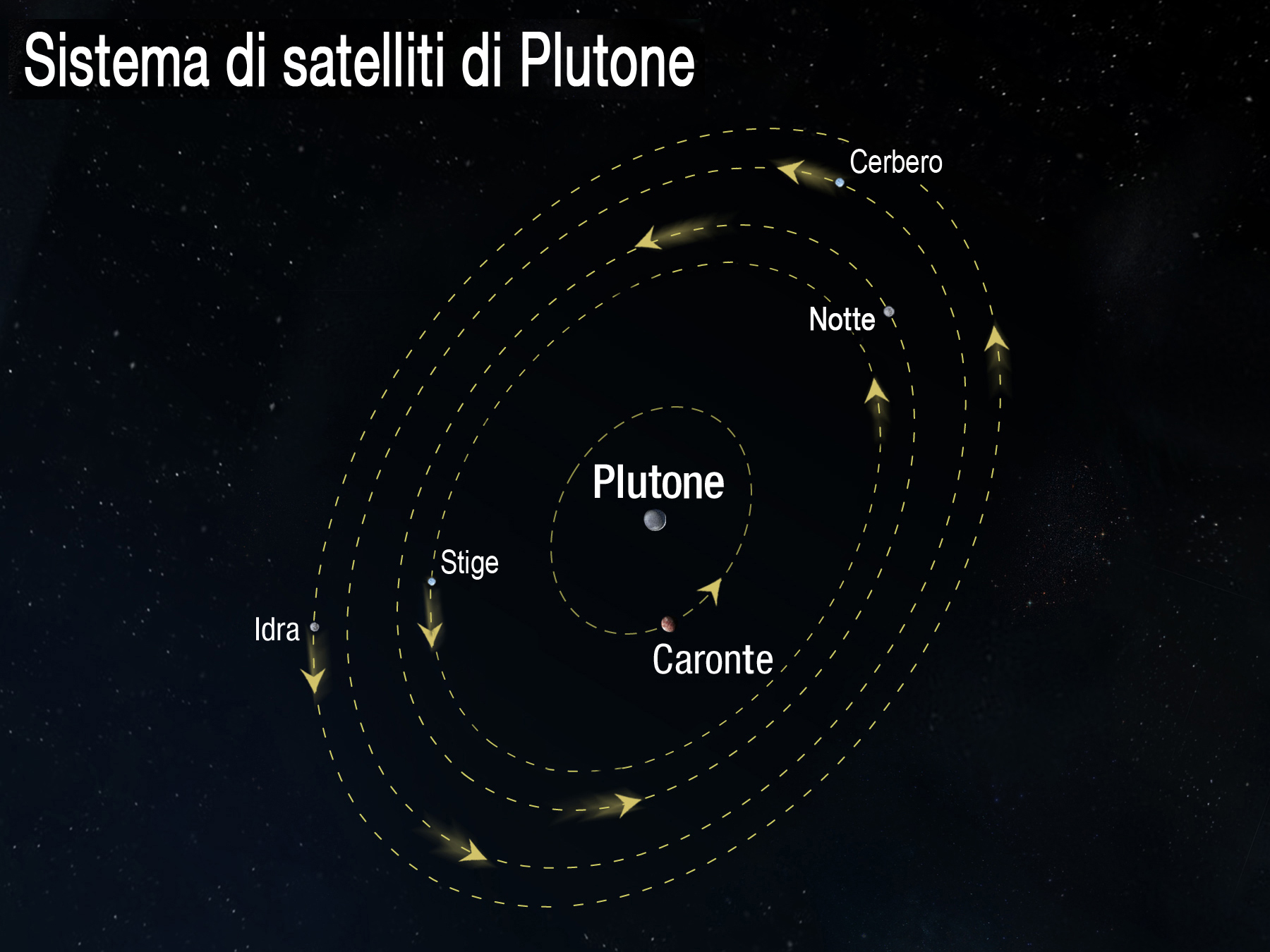
Orbite dei cinque satelliti naturali di Plutone.

Le quattro piccole lune orbitano attorno a Plutone da due a quattro volte la distanza di Caronte, dai 42.700 chilometri di Stige fino ai 64.800 chilometri di Idra rispetto al baricentro del sistema. Hanno orbite prograde quasi circolari poste sullo stesso piano orbitale di Caronte.
Questi quattro satelliti sono molto più piccoli di Caronte, Notte e Idra hanno un diametro rispettivamente di circa 42 e 55 km, Stige e Cerbero rispettivamente 7 e 12 km, inoltre tutti e quattro sono di forma irregolare.

### Risonanze orbitali
Le piccole lune esterne sono in risonanza orbitale con Caronte, con periodi orbitali, rispettivamente per Stige, Notte, Cerbero e Idra, di 3, 4, 5 e 6 volte quello di Caronte, che è in rapporto 1:1 con Plutone. Le piccole lune sembrano avere cicli di risonanza ricorrenti tra loro, in particolare Stige, Notte e Idra; la risonanza tra Idra e Notte è 2:3, quello tra Stige e Notte 11:9, fra Stige e Idra 11:6, quindi, in definitiva, il rapporto tra i periodi orbitali di Stige, Notte e Idra è 11:9:6.

### Rotazione
Notte, Idra, Stige e Cerbero sembrano ruotare caoticamente. Secondo Mark R. Showalter, "È possibile trascorrere una giornata su Notte e vedere il Sole sorgere a est e tramontare a nord". Ciò è causato dal campo gravitazionale di Plutone e Caronte che cambia durante le loro orbite uno attorno all'altro. Notte e Idra, in particolare, hanno rotazioni estremamente caotiche e variabili nel corto periodo, effetto accentuato a causa della loro forma ellissoidale e non sferica. Nel sistema solare uno dei pochi esempi di rotazione caotica è quella di Iperione, satellite irregolare di Saturno.

## La formazione del sistema
In passato è stata avanzata l'ipotesi di un grande impatto per spiegare la formazione di un corpo delle dimensioni di Caronte in prossimità di Plutone, simile a quello che ha formato la Luna. L'elevato momento angolare delle lune e le orbite più circolari delle lune più piccole suggerirebbero questo scenario, piuttosto che la cattura dei satelliti dalla fascia di Kuiper. Esistono tuttavia alcuni dubbi che la creazione dei satelliti sia avvenuta per un unico evento di impatto, viste le differenze cromatiche tra Plutone e Notte, rossastri, e Caronte ed Idra, di colore grigiastro, e dal fatto che un tale impatto avrebbe dovuto creare altri satelliti, ma invece nessuna nuova luna o anello è stato scoperto dalla New Horizons.

## Prospetto
Segue un prospetto con i dati dei satelliti di Plutone conosciuti, ordinati per periodo di rivoluzione intorno al corpo madre.
| Nome      | Nome    | Immagine | Diametro (km) | Massa (×1019 kg) | Semiasse maggiore asse (km) | Periodo orbitale (giorni) | Periodo orbitale (relativo a Caronte) | Eccentricità        | Inclinaz. orbitale (°) (rispetto all'equatore di Plutone) | Scoperta (data) |
| --------- | ------- | -------- | ------------- | ---------------- | --------------------------- | ------------------------- | ------------------------------------- | ------------------- | --------------------------------------------------------- | --------------- |
| Plutone   | Plutone |          | 2 376,6       | 1 305            | 2,035                       | 6,387                     | 1 : 1                                 | 0,0022              | 0,001                                                     | 18/02/1930      |
| Pluto I   | Caronte |          | 1 212         | 158,7            | 17,536*                     | 6,387                     | 1 : 1                                 | 0,0022              | 0,001                                                     | 22/06/1978      |
| Pluto V   | Stige   |          | 16 x 9 x 8    | 0,00075          | 42,656                      | 20,16155                  | 1 : 3,16                              | 0,0058 ± 0,0011     | 0,81 ± 0,16                                               | 26/06/2012      |
| Pluto II  | Notte   |          | 50 x 35 x 33  | 0,005 ± 0,004    | 48,694                      | 24,85463                  | 1 : 3.89                              | 0,002036 ± 0,000050 | 0,133 ± 0,008                                             | 15/06/2005      |
| Pluto IV  | Cerbero |          | 19 x 10 x 9   | 0,0016 ± 0,0009  | 57,783                      | 32,16756                  | 1 : 5.04                              | 0,00328 ± 0,00020   | 0,389 ± 0,037                                             | 28/06/2011      |
| Pluto III | Idra    |          | 65 x 45 x 25  | 0,005 ± 0,004    | 64,738                      | 38,20177                  | 1 : 5.98                              | 0,005862 ± 0,000025 | 0,242 ± 0,005                                             | 15/06/2005      |

(*) Rispetto al baricentro del sistema.

## Eventi
I transiti di uno dei satelliti di Plutone, quando cioè uno di questi passa davanti al disco di Plutone, possono avvenire quando gli assi nodali dei satelliti si allineano con Plutone e il Sole, e questo può avvenire solo in due punti dell'orbita di Plutone attorno al Sole, a distanza di 120 anni. Caronte ha un diametro angolare di 4 gradi di arco visto dalla superficie di Plutone; il Sole, nonostante resti di gran lunga l'astro più luminoso, ha un diametro angolare che va da 39 a 65 secondi d'arco al massimo, quindi possono verificarsi eclissi di Sole su Plutone quando il suo maggior satellite occulta la stella, anche se ciò ovviamente può verificarsi solo nell'emisfero sempre rivolto a Caronte, essendo i due corpi in rotazione sincrona.
Anche se più raramente, anche le lune più piccole possono provocare eclissi di Sole, talvolta anche totali per quel che riguarda Notte e Idra, che dovrebbero avere, viste da Plutone, un diametro angolare di qualche minuto d'arco, comunque maggiore di quello del Sole. Più incerte sono le dimensioni apparenti di Stige e Cerbero, i due satelliti più piccoli, che probabilmente provocherebbero solo eclissi parziali su Plutone. I prossimi eventi di questo tipo nel sistema di Plutone avverranno nella prima parte del XXII secolo.